# Pedro Rodríguez de Campomanes

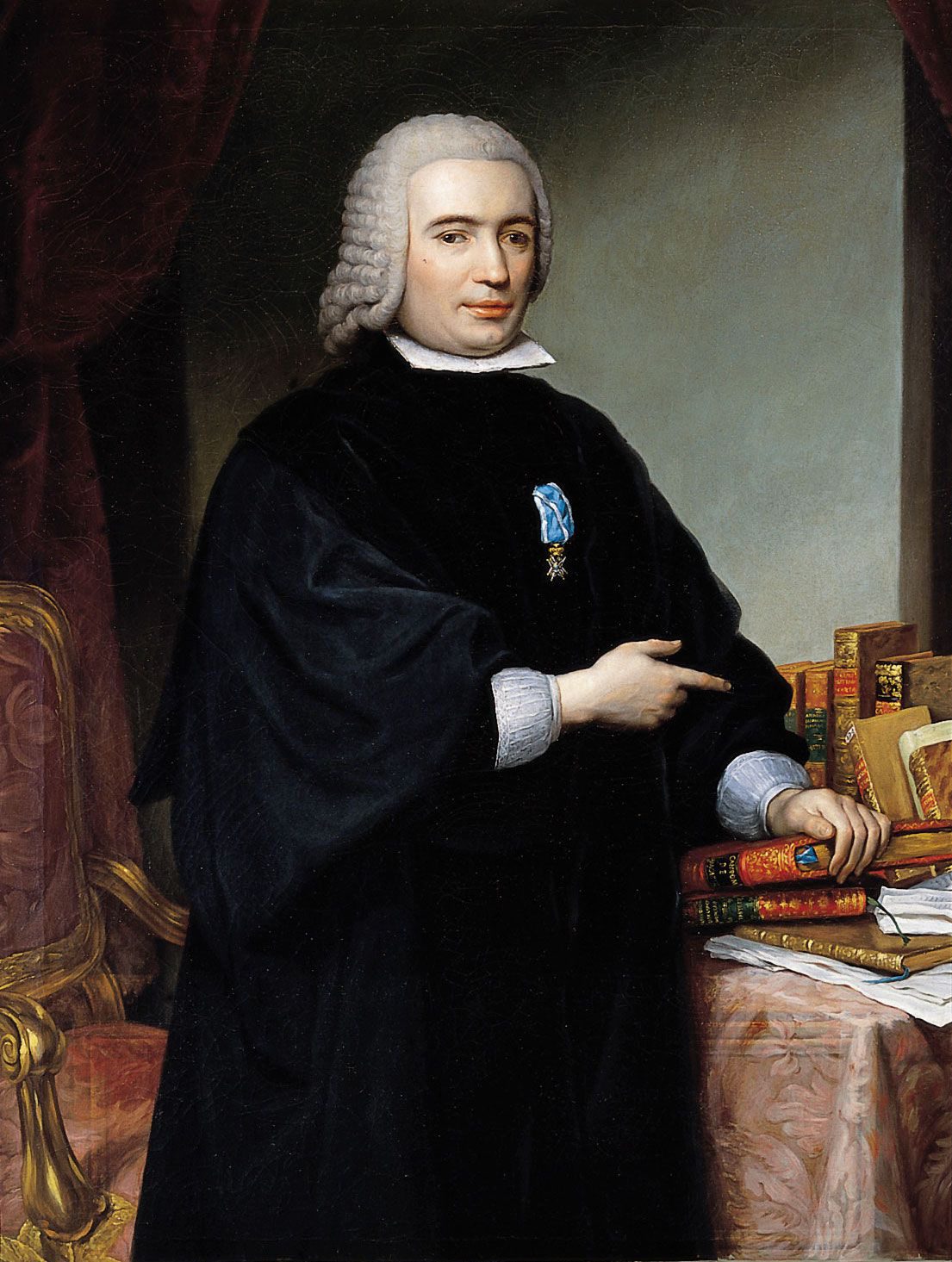
Pedro Rodriguez de Campomanes.

Pedro Rodriguez de Campomanes, född 1 juli 1723, död 3 februari 1802, var en spansk greve och statsman.
de Campomanes blev 1762 finansminister, 1783 tillförordnad president och 1786 president för Kastiliens "höga råd". Han var sin tids ledande spanske statsman i den inre politiken och Karl III:s främste medhjälpare och rådgivare i dennes reformarbeten. Han reformer rörde sig inom alla områden, men främst riktade han in sig mot att stimulera det spanska näringslivet. de Campomanes var även en flitig författare i samhälleliga ämnen. Efter Karl III:s död behöll han en tid sin ställning, men gentemot José Moñino y Redondos inflytande över Karl IV fick han på sikt svårt att hävda sig, och han avskedades 1791.